# Art-Language

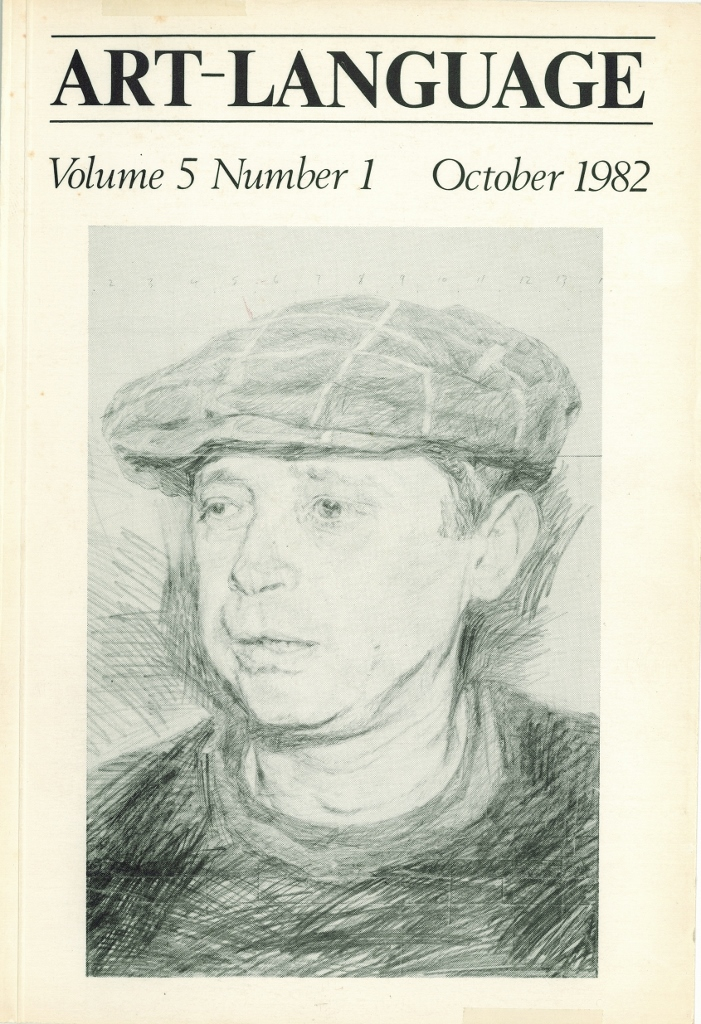
Couverture du volume 5 numéro 1 de Art-Language reproduisant un autoportrait de Mel Ramsden

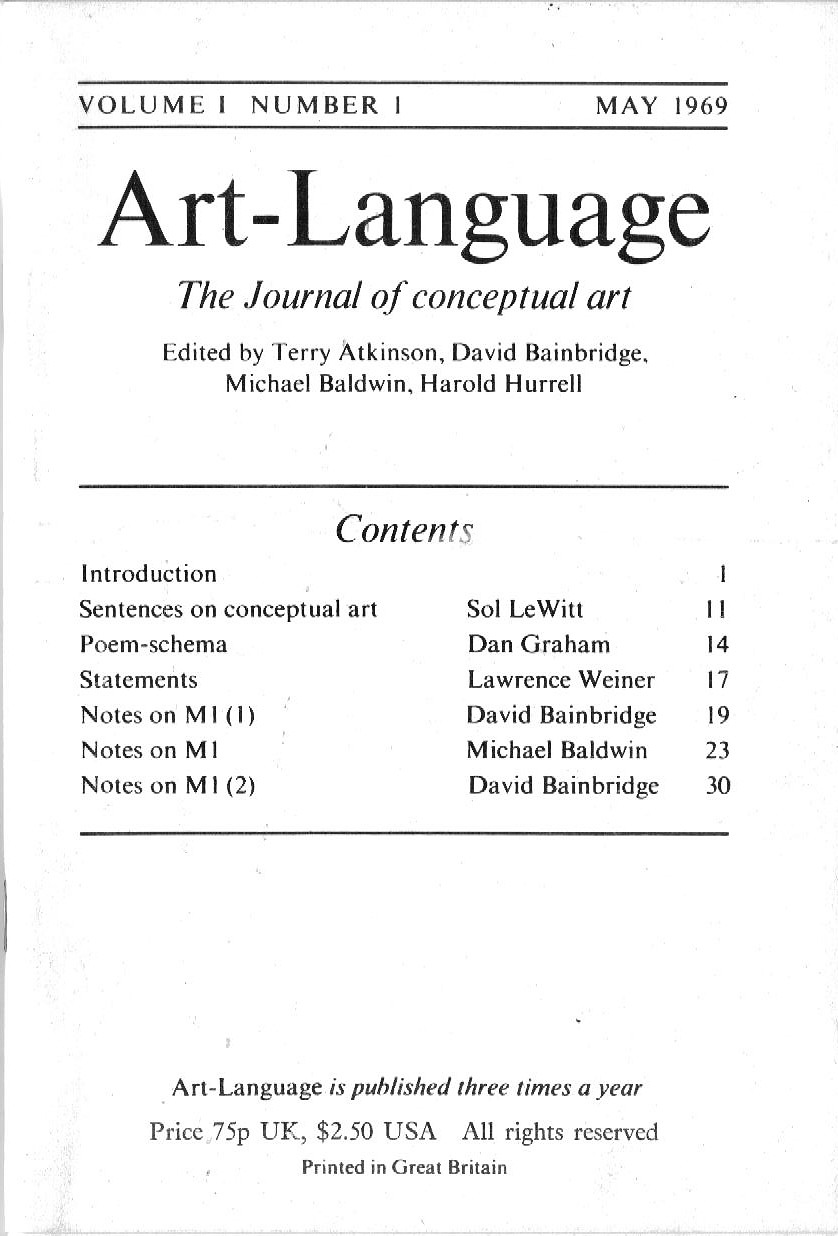
Couverture du volume 1 numéro 1 de Art-Language le journal de l'art conceptuel avec des textes de Art & Language, Michael Baldwin, Sol LeWitt, Dan Graham, Lawrence Weiner, et David Bainbridge

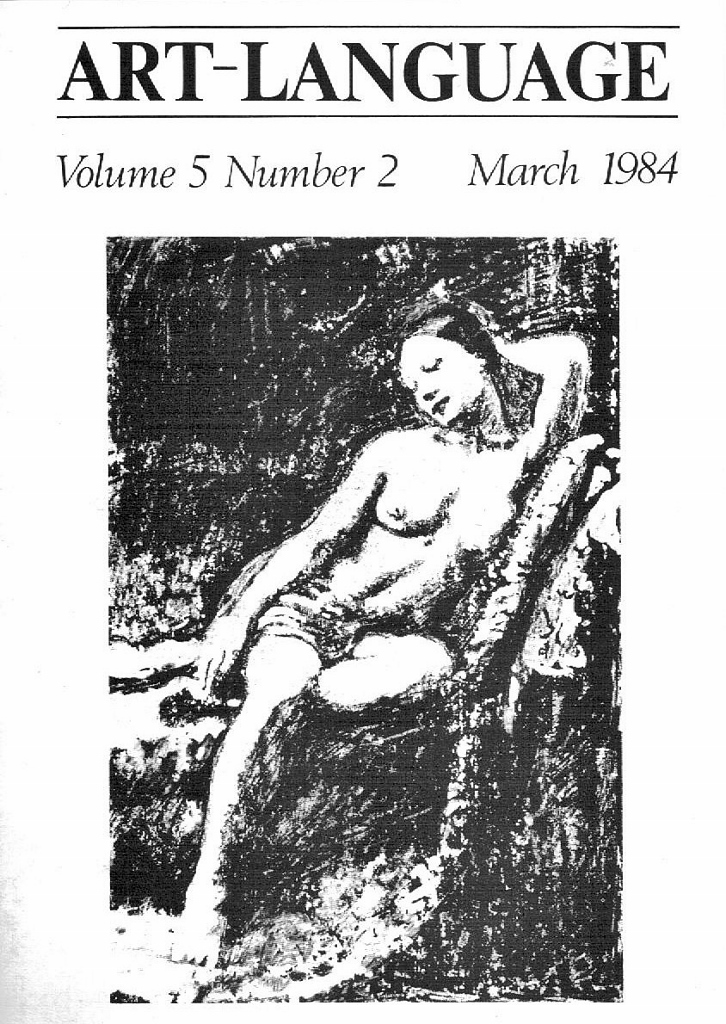
Couverture du volume 5 numéro 2 de Art-Language reproduisant un dessin de Victorine Meurent par Art & Language

Art-Language The Journal of conceptual art est un journal anglophone publié par les artistes conceptuels d'Art & Language, mouvement dont il inspire le nom. Impliquant plus de vingt artistes, aux États-Unis, en Europe et en Australie, et couvrant près de 20 ans de production artistique, le journal représente l'une des plus vastes œuvres d'art conceptuel. Il est considéré comme ayant une influence importante sur l'art conceptuel et l'art contemporain.

## Contexte de création
Le nom du mouvement Art and Language est dérivé de la revue Art-Language, publiée par Art & Language Press,. Cette entité est créée en 1968 afin de fournir un moyen de publication à la conversation en cours entre les quatre fondateurs de ce mouvement artistique (Michael Baldwin, Terry Atkinson, David Bainbridge, Harold Hurrell), et également entre Art & Language et d'autres artistes d'Amérique ou d'autres parties du monde, . Des liens étroits sont tissés au fil du temps entre les artistes britanniques d’Art & Language et les artistes américains. En 1966, Michael Baldwin, qui vient d’être récompensé par un prix des Northern Young Contemporaries, dépense l'argent gagné pour un voyage à New York afin de discuter avec Donald Judd, Roy Lichtenstein et Robert Morris. En novembre 1967, grâce à Robert Smithson, arts magazine, un magazine artistique basé à New York, publie pour la première fois un texte d’Art & Language (avant la fondation du groupe) intitulé Remarques sur Air-Conditioning, une extravagance de la banalité écrit par Michael Baldwin. Il est intéressant de noter que Michael Baldwin est présenté comme un écrivain anglais et un artiste soucieux de la non-exposition,. En 1969, Ian Burn et Mel Ramsden produisent Art Press à New York, où ils publient leurs propres textes ainsi que des articles d'Adrian Piper, Sol LeWitt et Stephen Kaltenbach.

## Histoire

### Art-Language
Art-Language The Journal of conceptual art est publié par Art & Language Press  et est considéré comme ayant une influence importante à la fois sur l'art conceptuel et sur l'art contemporain,,. Art & Language Press est fondé en même temps que le groupe artistique connu sous le nom d'Art & Language en 1968 par quatre artistes : Michael Baldwin, Terry Atkinson, Harold Hurrell et David Bainbridge. Ils sont également les éditeurs du premier volume de la revue, publié en mai 1969.

Terry Atkinson passe l'été de 1969 avec Joseph Kosuth à New York. En août de la même année, Joseph Kosuth devint l'éditeur américain d'Art-Language. À partir du deuxième volume, le journal est publié à la fois au Royaume-Uni et aux États-Unis. Les membres d’Art & Language publient régulièrement des essais dans le magazine britannique Studio International. En février 1970, le rédacteur en chef et critique d’art Charles Harrison publie un article intitulé « Notes Towards Art Work » affirmant que « la seule alternative à la critique est l'art ». En 1971, après sa démission de Studio International, il devient rédacteur en chef d'Art-Language. Terry Atkinson rencontre Ian Burn et Mel Ramsden à New York en 1969 et, après avoir publié un certain nombre d'ouvrages textuels sous le nom de Society for Theoretical Art and Analyses, ils rejoignent Art-Language en 1971,. Au même moment à Coventry, David Rushton, Philip Pilkington et Graham Howard, trois étudiants en théorie de l’art de Baldwin, Bainbridge et Atkinson, commencent à travailler sous le nom d’Art & Language. Au cours de cette année, le Coventry College of Art est transformé en Faculty of Art and Design, et devient une partie de l'école polytechnique de Lanchester. Le nouveau doyen de la faculté se donne pour mission de mettre fin au cours de théorie de l'art. 
 « À l'été 1971, l'exercice arbitraire du pouvoir a démantelé le cours sur la théorie de l'art. Baldwin et Bainbridge ont été licenciés, ainsi que d'autres membres du personnel à temps partiel. Atkinson est resté. Sa présence a permis aux autorités responsables de revendiquer une certaine crédibilité pour les ruines... Art & Language s'est retrouvé en exil de tout contexte académique ou éducatif officiel… Son travail sous toutes ses formes était destiné avant tout à « l'art » en tant que discours, plutôt qu'à l'élargissement de la vaste catégorie des objets d'art. » — Charles Harrison et Fred Orton 
 Michael Baldwin et Terry Atkinson rédigent un essai critique de 25 pages sur l'éducation artistique dans un article intitulé « Art Teaching » et le publient dans Art-Language, volume 1, numéro 4. En 1973, Atkinson démissionne.
Alors qu'en 1972, l'activité d'Art & Language était exclusivement textuelle et que son identité était confondue avec la revue Art-Language, la production de l'installation Index 01, pour la Documenta 5 à Cassel, sous le nom de The Art & Language Institute, marque un changement. À partir de Art-Language, volume 2, numéro 3, le journal devient anonyme et les textes ne sont plus attribués à des auteurs ou des autrices en particulier. Le journal continue d'être publié jusqu'en 1985 et des contenus liés aux index réalisés en 1972-1973 persistent de diverses manières et dans des intensités variables.
Une nouvelle série paraît à partir de 1994 : trois numéros sont publiés jusqu'en 1999. En plus de Baldwin, Ramsden et Harrison, à qui le travail sur la revue avait été confié en 1976, Philip Pilkington et Paul Wood figuraient parmi les contributeurs.

### Rédacteurs
Le premier numéro est édité par Art & Language. Joseph Kosuth est le rédacteur en chef américain d'août 1969 à 1972 et Art & Language le reste pour l'Angleterre. En 1971, Charles Harrison devient le rédacteur en chef d’Art-Language, et il le reste jusqu’au dernier volume.

### Distributeurs
- Royaume-Uni : Art & Language, Galerie Lisson, Robert Self Publications, Arts Bibliographic.
- États-Unis : Joseph Kosuth, Ian Burn, Mel Ramsden, Kathryn Bigelow, Printed Matter, Inc.

## Revue critique
- Daniel Buren :  « Pour soutenir leurs références pseudo-culturelles et leurs jeux de bluff, avec un complaisant étalage de connaissances académiques discutables, certains artistes tentent d’expliquer ce que l’art conceptuel serait, pourrait ou devrait être - et font donc une œuvre conceptuelle. La vulgarité ne manque pas de prétention. Au lieu d'une simple enquête, nous sommes soumis à un fatras d'opinions et de justifications qui servent de brouillage dans la tentative de nous convaincre de l'existence de la pensée. Pour ceux-ci, l'art conceptuel est devenu l'art du verbiage. Ils ne vivent plus au vingtième siècle mais souhaitent faire revivre le dix-huitième. » [23]

- Jeff Wall :  « En mettant en avant ses fichiers de cartes oubliés et ses impressions (ses coffrets d’informations), le conceptualisme résume une sorte d’esthétique mallarméenne : les sujets sociaux sont présentés comme des hiéroglyphes énigmatiques et sont placés sous l’autorité de la crypte. L’identification de la bureaucratie, de la publicité et de l’académisme avec des énoncés énigmatiques exprime une prise de conscience de la participation des universités et des administrations à une machine institutionnelle de mort, une prise de conscience qui a bien sûr animé le mouvement étudiant. » — Jeff Wall, 1981[24],[25]

- Lucy Lippard :  « Je ne comprends pas très bien ce que dit Art-Language, mais j’admire les énergies d'investigation, le travail préliminaire sans relâche, l’engagement total en faveur du rétablissement d’un langage valable pour discuter de l'art et l'humour occasionnel dans leurs écrits. Le chaos dans leurs motivations me fascine, mais il est également irritant d'être mal équipé pour évaluer leur travail. Je ne sais pas comment ou même s'il est évalué par des adeptes de philosophie en tant que philosophie, mais je trouve cela exaspérant de devoir leur faire confaince. » — Six ans: La dématérialisation de l'objet d'art, Lucy R. Lippard, 1973[26],[27]